# Rhadinoloricaria
Rhadinoloricaria is een monotypisch geslacht van straalvinnige vissen uit de familie van de harnasmeervallen (Loricariidae).

## Soort
- Rhadinoloricaria macromystax (Günther, 1869)